# سيب هيربرغر

صورة لسيب هيربرجر على أحد الطوابع الألمانية

سيب هيربرغر (بالألمانية: Sepp Herberger) هو مدرب كرة قدم ألماني من مواليد 28 مارس 1897 ووفيات 20 أبريل 1977، درّب منتخب ألمانيا لكرة القدم من 1936 إلى 1964.

امتاز بالمكر والذكاء في إحرازه كأس العالم لكرة القدم 1954 مع المنتخب الألماني، وقد خدع منتخب المجر الذين وقعوا مع ألمانيا في الدور الأول بأن لعب معهم باللاعبين الاحتياط وخسر 8-3 ، إلا أنه فاز عليهم في النهائي بنتيجة 3-2 في مدينة بيرن السويسرية، فساهم في رفع معنويات الشعب الألماني التي حطمتها الحرب.

## كلماته المأثورة
- "المنافس الأخطر هو دائماً المنافس القادم"
- "المباراة تستمر تسعين دقيقة"
- "بعد المباراة هو قبل المباراة"
- بالطبع "الكرة دائرية"

هذه الجمل الشهيرة ما زالت حتى اليوم حية بالرغم من وفاة قائلها في سنة 1977. ولا يقتصر استخدامها الآن على مجال كرة القدم فحسب، وإنما يُضرب بها المثل في مجالات أخرى.

## روابط خارجية
- سيب هيربرغر على موقع IMDb (الإنجليزية)
- سيب هيربرغر على موقع مونزينجر (الألمانية)
- سيب هيربرغر على موقع ديسكوغز (الإنجليزية)
- سيب هيربرغر على موقع كينوبويسك (الروسية)
- سيب هيربرغر على موقع قاعدة بيانات كرة القدم.إي يو (الإنجليزية)
- سيب هيربرغر على موقع بيانات كرة القدم. دي إي (الألمانية)
- سيب هيربرغر على موقع ناشيونال فوتبول تيمز (الإنجليزية)
- سيب هيربرغر على موقع عالم كرة القدم.نت (الإنجليزية)
- سيب هيربرغر على موقع أوليمبيديا (الإنجليزية)